# René Boyer
Pour les articles homonymes, voir Boyer.
René Boyer, né le 14 janvier 1930 à Paris 14e et décédé à Paris 15e le 16 août 2007, fut comédien et animateur de radio (sur Radio Alger puis Radio Luxembourg) avant de devenir éditeur et producteur de musique.
Sa carrière d'acteur se déroule d'abord à Alger puis à Paris (Théâtre de la Renaissance) et à Lyon (Théâtre des Célestins). Parallèlement, il travaille de plus en plus pour la radio. À partir de 1958, à Radio Luxembourg il est animateur, producteur, réalisateur puis coordinateur des services musicaux aux côtés de Roger Kreicher. Il dirige ensuite le service de programmation musicale de la station, à la demande de Jean Farran.
Il est ensuite à la tête les Éditions Fantasia, liées à Radio Luxembourg (il édite en 1969 le Concerto pour une voix de Saint-Preux qui devient un succès mondial), et crée Hexagone (éditeur de Malicorne, Gabriel Yacoub, Dan Ar Braz, La Bamboche et du musicien bandonéoniste argentin Juan José Mosalini). Il prend ensuite la direction des éditions françaises du groupe Peermusic et notamment de Méridian (qui compte à son catalogue notamment des classiques comme Léo Ferré, Édith Piaf, Yves Montand, Michel Polnareff et, parmi les artistes plus récents, Soldat Louis, Lokua Kanza et Nicolas Bacri).
Dans les années 1980, il s'engage dans les structures de sa profession notamment la SACEM dont il est administrateur puis vice-président, la SDRM et à la CSDEM (Chambre syndicale se l'édition musicale), qu'il a également présidée de 1988 à 1992 avant d'en devenir le président d'honneur. Il a également été président du FCM (Fonds pour la création musicale), vice-président de Musique France Plus, fondateur de l'ACDMF (Association pour la création et la diffusion de la musique française).
Il a notamment été l'initiateur du projet d'anthologie intitulé Un siècle de chansons françaises.